# 微新星

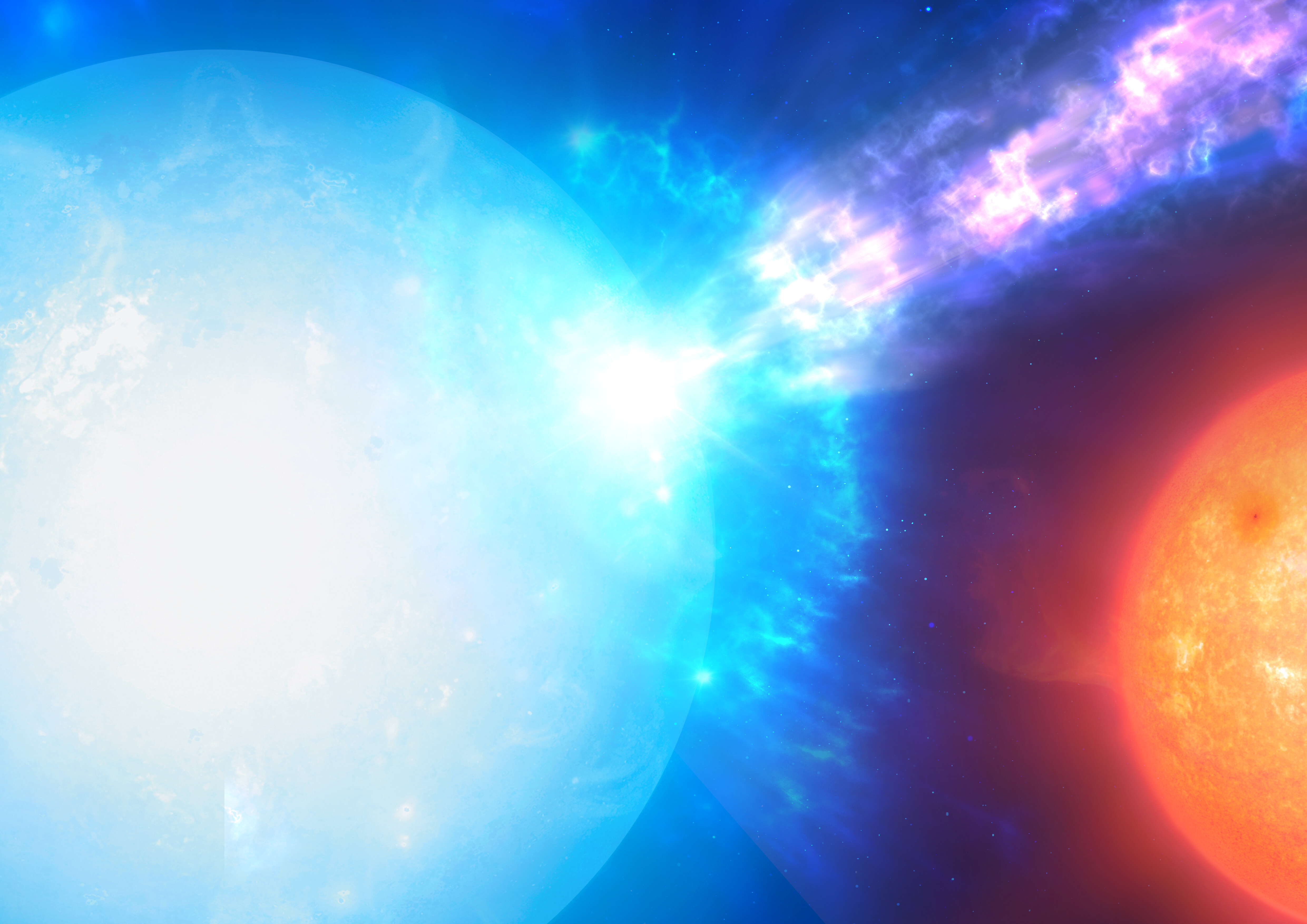
个艺术家对微新星印象。

微新星是恒星表面的恒星爆炸，其强度约为经典新星的百万分之一。这种现象是由来自星周环境的物质积累引起的，例如来自双星的物质。
2022年4月20日，欧洲南方天文台的一个团队宣布，他们利用凌日系外行星巡天衛星的数据，发现了三颗白矮星微新星。

## 太阳
当尼尔·阿姆斯特朗在阿波罗11号任务期间拍摄月球表面的立体照片时，他看到了看起来像玻璃的闪光点。天体物理学家湯馬士·戈爾德分析了这些照片，并认为玻璃化可能是来自太阳的 "小新星式爆发 "的结果。天文学和天体物理学教授Bradley Schaefer同意，这是我们现在称之为太阳微新星的有力论据。这些斑块也是在2019年中国国家航天局的嫦娥四号任务中在月球的远端看到的，最初被认为是一种凝胶。研究小组提出，这些玻璃不可能是由创造发现它的陨石坑的撞击器形成的。它本来太小，无法产生所需的温度。

## 外部連結
- （英文） The Next End of the World: The Rebirth of Catastrophism[] Ben Davidson (2021) ISBN: 978-1-09835-778-8
- （英文） Nova Astronomy in Upheaval | Predictions Come True （页面存档备份，存于） 由 Suspicious0bservers